# Esmée Denters
 (mars 2015).
Esmée Denters est une chanteuse et auteur-compositeur néerlandaise née le 28 septembre 1988 à Arnhem aux Pays-Bas.
Elle est remarquée la première fois sur le site web YouTube en août 2006 par des vidéos d'amateur dans lesquelles elle fait des reprises de chansons populaires. Au début de juin 2007, âgée de 19 ans, elle devient la première artiste à signer le label Tennman Records dirigé par le chanteur Justin Timberlake. En même temps, Tennman Records annonce qu'elle aurait ouvert pour Timberlake six rendez-vous pendant son tour européen 2007, incitant Esmée à être la première chanteuse amateur de l'histoire à aller directement d'un YouTube personnel à une étape commerciale importante.

## Carrière musicale
Enfant, Esmée Denters est remarquée musicalement par son père qui fait de la musique avec elle et sa sœur. Cela développe son intérêt actif pour la chanson, intérêt qu'elle garde au cours des années suivantes.
En 2006 Esmée filme généralement de courtes vidéos de chant, des morceaux de hip-hop, de soul et de RnB, et les publie sur le portail vidéo YouTube. Esmée gagne en popularité, particulièrement aux Pays-Bas et aux États-Unis. De nombreuses émissions de télévision aux Pays-Bas font suite à cette notoriété.
Esmée reçoit également des offres de maisons de disques qu'elle considère d'abord comme un moyen de production. Elle part en 2007 aux États-Unis, pour y rencontrer des producteurs. Une critique élogieuse paraît dans une revue connue, le Billboard.
Esmée voyage ensuite en Suède. Quand elle retourne aux Pays-Bas après un autre voyage aux États-Unis, elle explique dans le talk-show Jensen que la nouvelle maison de disques de Justin Timberlake, Tennman Records, a signé un contrat avec elle. Une nouvelle vidéo de chant est publiée sur YouTube, dans laquelle Justin Timberlake fait une apparition.
En juin 2007, Esmée se produit en première partie des concerts de Justin Timberlake en Belgique, en Suède, au Danemark, en Norvège et aux Pays-Bas. D'autres vidéos de chansons avec des apparitions de stars voient le jour ; notamment un duo avec Natasha Bedingfield.
Esmée sort son premier album le 12 avril 2009 nommé Outta Here produit par Justin Timberlake, ainsi que son premier clip vidéo "Outta Here" sorti le 18 mai 2009. Le 23 novembre 2009 elle sort son deuxième clip vidéo s'intitulant Admit It. Elle fera deux featurings avec l'artiste Justin Timberlake, titres des morceaux "Casanova" et "Love Dealer" musique R&B présent sur son premier album. Depuis le 21 avril 2010, est disponible sur YouTube, le troisième clip vidéo nommé Love Dealer en featuring avec Justin Timberlake.
En 2015, elle participe à la version britannique de The Voice où elle rejoint l'équipe de Will.i.am qui l'a reconnue car il l'avait rencontrée via Justin Timberlake en 2007. Elle se fait éliminer juste avant les lives.

## Anecdotes
- Esmée et sa sœur Daphne ont été des actrices musicales et ont également publié une vidéo de chanson sur YouTube.
- Esmée voulait devenir une travailleuse sociale.
- Esmée est passionnée d'art égyptien, qu'elle collectionne dans sa maison d'Oosterbeek.

## Discographie

### Albums
| Année | Album                                                                      | Positions | Positions | Positions |
| Année | Album                                                                      | PB        | BEL VL    | UK        |
| ----- | -------------------------------------------------------------------------- | --------- | --------- | --------- |
| 2009  | Outta Here - Premier album - Sortie : 22 mai 2009 - Label: Tennman Records | 5         | 55        | 48        |

### Singles
| 2009 | "Outta Here"                                | 3  | 26 | 3 | 18 | 12 | 7  | — | — | Outta Here |  |  |  |
| 2009 | "Admit It"                                  | 28 | —  | — | —  | —  | 56 | — | — | Outta Here |  |  |  |
| 2010 | "Love Dealer" (featuring Justin Timberlake) | 12 | 53 | — | —  | —  | 68 | — | — | Outta Here |  |  |  |
|      |                                             |    |    |   |    |    |    |   |   |            |  |  |  |